# Carlos da Maia
Carlos Eduardo da Maia é um dos personagens principais do romance Os Maias, de Eça de Queiroz. Amante da ciência e das mulheres. Diletante, visto que exerce sua profissão pelo prazer e não por obrigação.
É filho de Pedro da Maia e Maria Monforte, mas nunca teve contacto com os pais, excepto quando era ainda muito criança. Depois da fuga de Maria Monforte, e o suicídio do pai, ficou entregue ao cuidados do avô Afonso da Maia dar-lhe-á a educação que não pôde dar ao filho Pedro - educado segundo cânones tradicionais portugueses, por insistência de uma mãe ultra-católica -, já na quinta do Douro, Santa Olávia, onde se refugiou com o neto, deixando ao abandono o Ramalhete. Assim, educado à maneira inglesa, com normas rígidas, intensa actividade física, sem os tradicionalismos da "cartilha" católica (que atormentara seu pai e o pobre Eusebiozinho, representantes da educação portuguesa), Carlos vai-se tornar num belo homem, física e intelectualmente. Forma-se em Medicina, em Coimbra, onde conhece João da Ega, que se torna seu grande amigo.
A casa que o avô lhe alugara em Celas, torna-se centro da vida boémia estudantil, onde se discute arte, política, filosofia, o que faz de Carlos muito popular entre os colegas. Depois de formado, viaja pela Europa e conhece o que de melhor há no velho Continente. Torna-se um diletante. Volta a Lisboa e arrasta consigo Afonso da Maia para o Ramalhete. Trabalha por prazer, abre um consultório, monta um laboratório e enche-se de projectos que nunca chega a cumprir, disperso na vida boémia da capital, entre mulheres, amigos e aventuras. Mantém uma relação adúltera com a Condessa de Gouvarinho, até que conhece Maria Eduarda - que na verdade é sua irmã - por quem se apaixona. Desconhecedores do laço de sangue que os une, tornam-se amantes e decidem primeiramente fugir juntos e, após a descoberta de que Maria Eduarda não era de facto casada, esperar pela morte de Afonso da Maia para casarem, até que Carlos toma conhecimento do terrível desfecho da sua história, ao receber uma carta do Sr. Guimarães. Descoberto o segredo, Carlos Eduardo vê-se ensombrado com a morte do avô e torna-se um fracassado da vida.
Assim, jovem, bonito, inteligente, cobiçado e culto, com tudo para se tornar um vencedor, Carlos Eduardo da Maia é destinado, tal como o seu pai, Pedro, a fracassar.
Carlos da Maia, fisicamente era um belo e magnífico rapaz, alto, bem constituído, de ombros largos, olhos negros, pele branca, cabelos negros e ondulados e uma barba fina, castanha escura, pequena e aguçada no queixo. O bigode era arqueado aos cantos da boca; psicologicamente era culto, bem-educado, de gostos requintados. É corajoso e frontal, amigo do seu amigo e generoso. Destaca-se na sua personalidade o cosmopolitismo, a sensualidade, o gosto pelo luxo, e diletantismo (aquele que exerce a sua profissão apenas por gosto e não por obrigação). Contudo apesar da sua educação, Carlos fracassou, não foi devido a esta mas falhou, em parte, por causa do meio onde se instalou – uma sociedade parasita, ociosa, fútil e sem estímulos e também devido a aspectos hereditários – a fraqueza e a cobardia do pai, o egoísmo, a futilidade e o espírito boémio da mãe. Eça quis personificar em Carlos a idade da sua juventude, a que fez a Questão Coimbrã e as Conferências do Casino e que acabou no grupo dos Vencidos da Vida, de que Carlos é um bom exemplo.
Tinha um vestuário clássico, sem muitos padrões.